# 尹厚明
尹 厚明（Yun Hu Myong、ユン・フミョン、1946年1月17日 - 2025年5月8日）は、韓国の小説家、詩人。江原道江陵市出身。本名は尹常奎（윤상규）。

## 略歴
1969年に延世大学校哲学科卒業。1967年 京郷新聞新春文芸に詩『빙하의 새(氷河の鳥)』が当選して詩人としての活動を始めた。大学卒業後、約10年間出版社で勤務。1977年には本名で詩集『명궁(名弓)』を発表した。1979年、韓国日報新春文芸に短編小説『산역(山役)』が当選し、創作の中心を小説に移した。
1980年代に小説家として活動した尹は、80年代の一般的な小説傾向とははっきりと異なり、独特な価値がある。直接的な現実の重さにとらわれず、詩的文体と独特な叙述方式で、幻想と呪術の世界を自由に飛翔するという特徴がある。
1990年代に入って、『하얀 배(白い船)』、『여우사냥(狐狩り)』、『북회귀선을 넘어서(北回帰線を越えて)』などの作品で、尹は中国とロシアなどを旅した体験を元に旅路型小説の形式をとる。小説の中で主人公は新しい恋や出会いに恵まれるが、結局愛と欲望は挫折し、元の場所に戻る。生の本質はいつも孤独で虚しいということを尹の小説は叙情的で夢幻的な文体で語っている。
2025年5月8日、持病で死去。享年79。

## 年譜
- 1967年、京郷新聞新春文芸に詩『빙하의 새(氷河の鳥)』が当選し、登壇。
- 1980年、小説同人誌『作家』創刊。
- 1983年、第3回緑園文学賞受賞。
- 1984年、第3回小説文学作品賞受賞。
- 1985年、第18回韓国日報文学賞受賞。
- 1994年、第39回現代文学賞受賞。
- 1995年、第19回李箱文学賞大賞受賞。
- 2002年、梨樹文学賞(現21世紀文学賞)受賞。
- 2007年、第10回金東里文学賞受賞。
- 2010年～、韓国文学院長、韓国小説家協会副理事長、国民大学校文芸創作大学院教授。

## 邦訳作品
- 『白い船』東峰直子訳、クオン、韓国文学ショートショート、2022年4月

## 代表作品
- 1967年、빙하의 새(氷河の鳥) [4][5]
- 1977年、명궁(名弓)
- 1979年、산역(山役)
- 1979年、늪새의 집(沼鳥の家)
- 1982年、돈황의 사랑(敦煌の恋)
- 1984年、알함브라 궁전의 추억(Alhambra宮殿の追憶)
- 1985年、섬(島)
- 1985年、부활하는 새(復活する鳥)
- 1987年、모든 별들은 음악소리를 낸다(全ての鳥は音楽の音を出す)
- 1989年、원숭이는 없다(猿はない)
- 1992年、협궤열차(狭軌列車)
- 1994年、홀로 등불을 상처 위에 켜다(独りで灯火を傷の上に灯す)
- 1995 年、하얀 배(白い船)
- 2001年、가장 멀리 있는 나(一番遠くにいる私)
- 2007年、새의 말을 듣다(鳥の話を聞く)